# Tycho Brahe

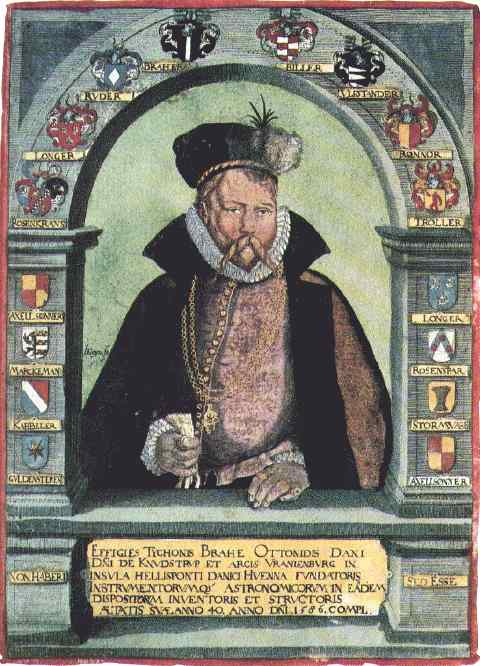
Tycho Brahe feltételezett képe

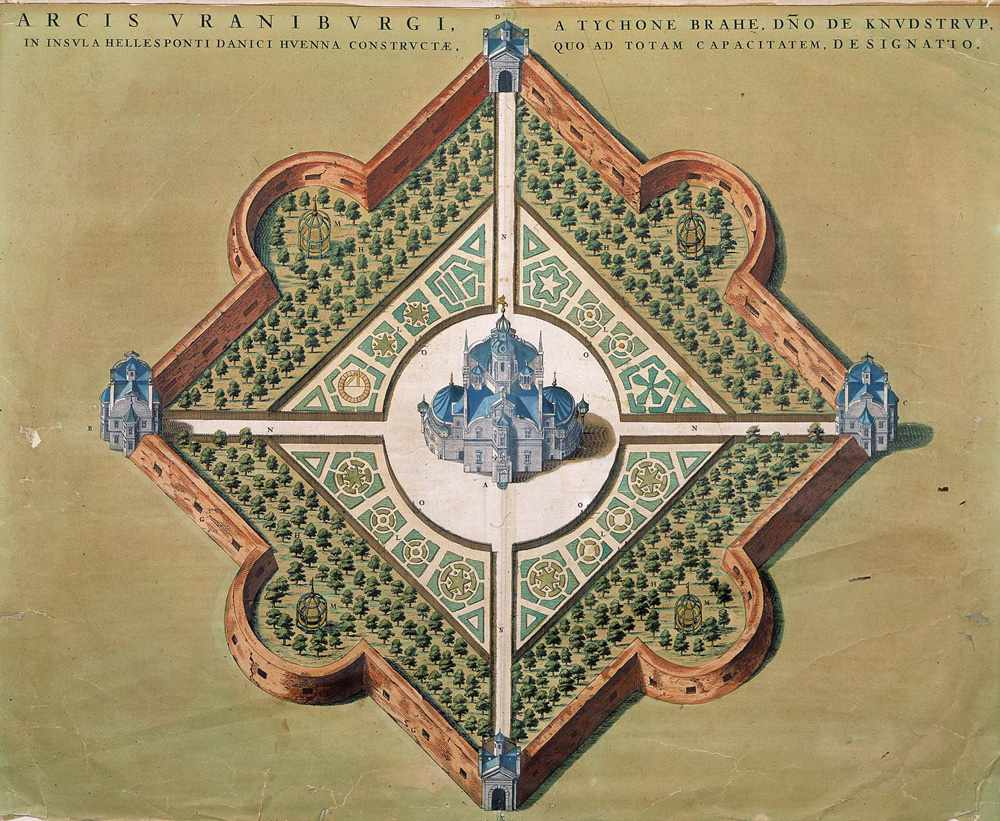
Uranienborg

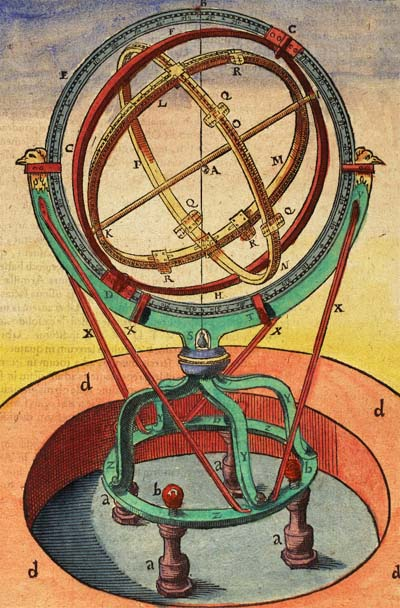
Tycho Brahe csillagászati műszere

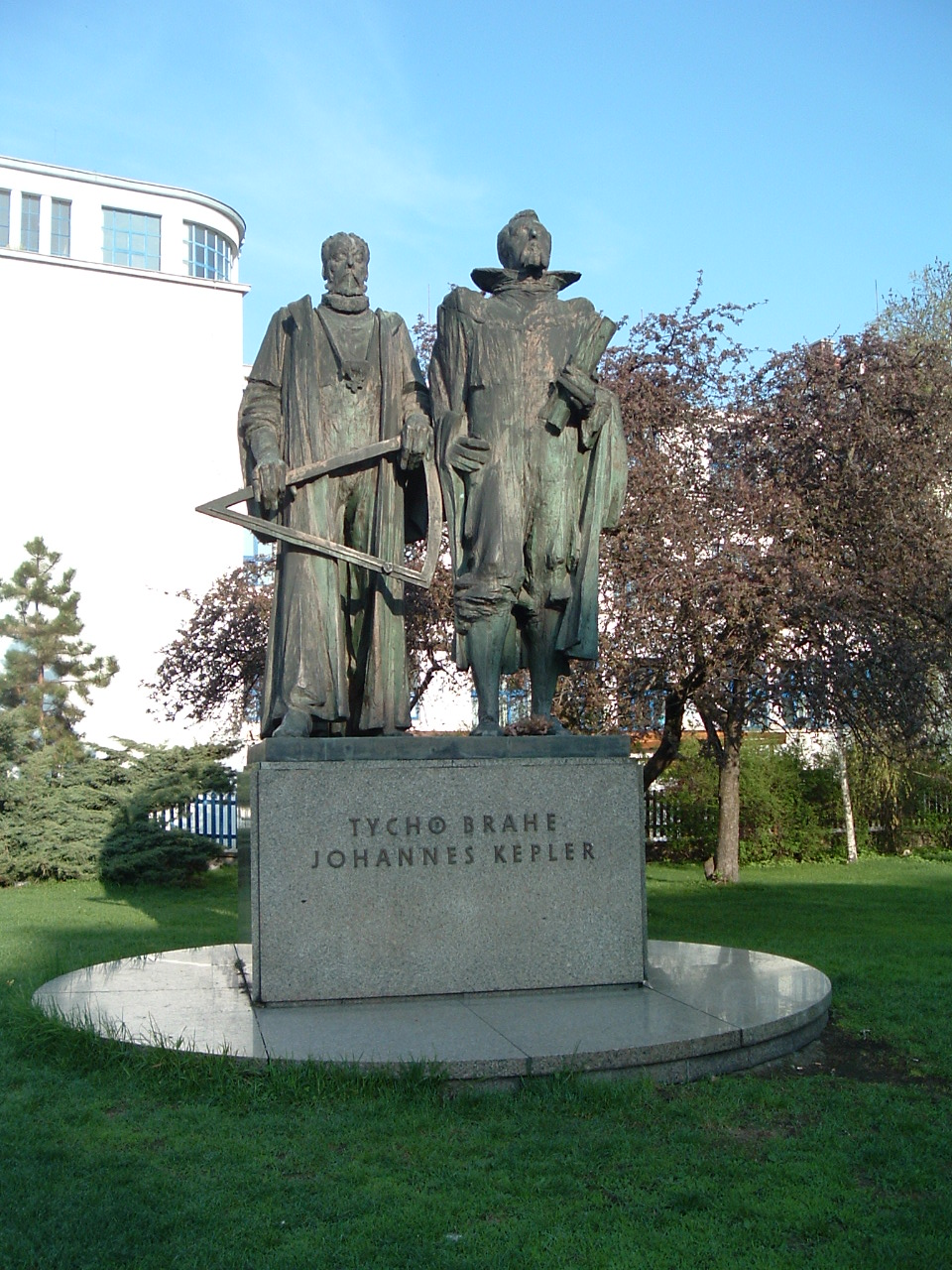
Tycho Brahe és Johannes Kepler szobra Prágában

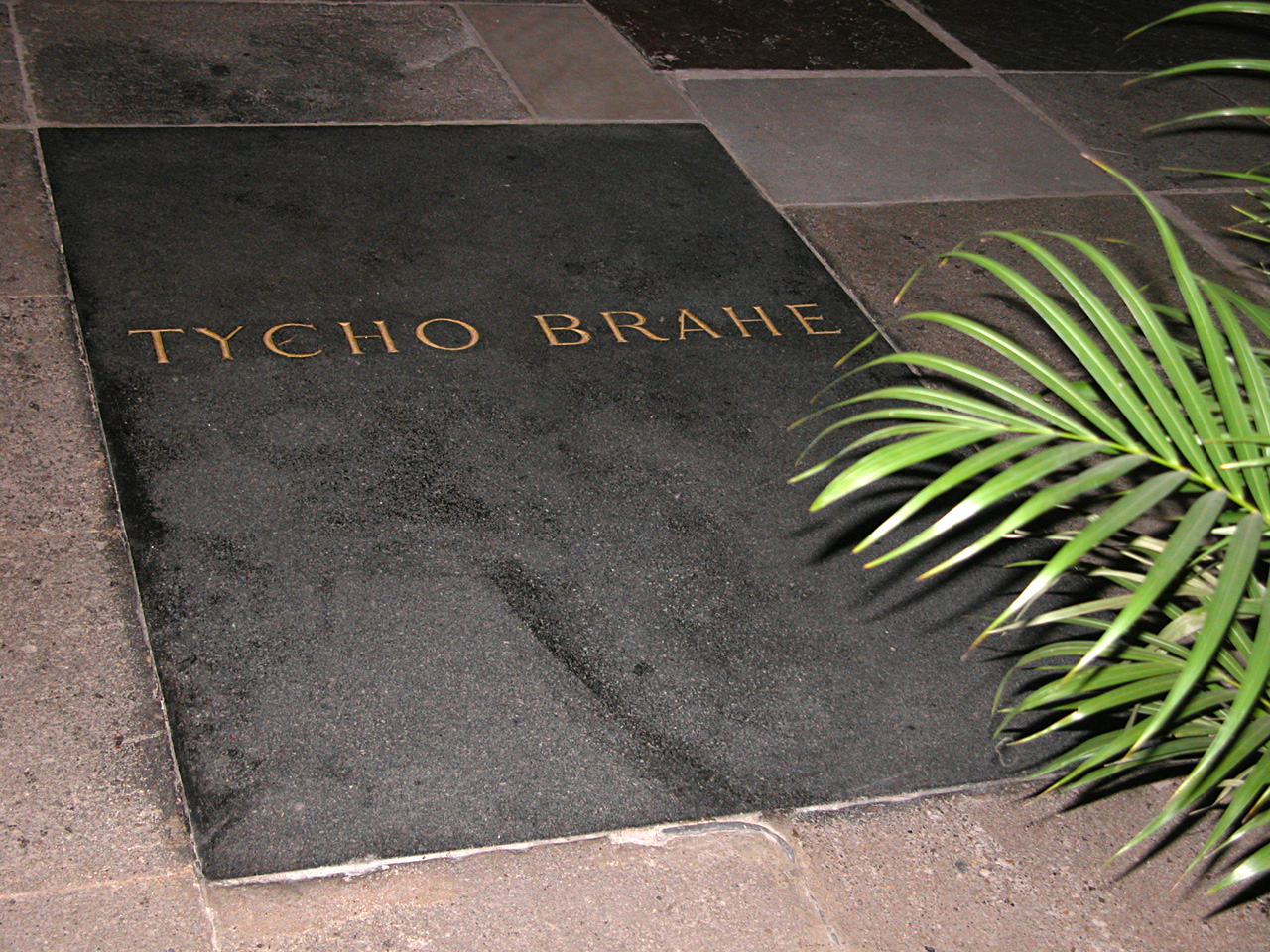
Tycho Brahe sírja a prágai Týn-templomban

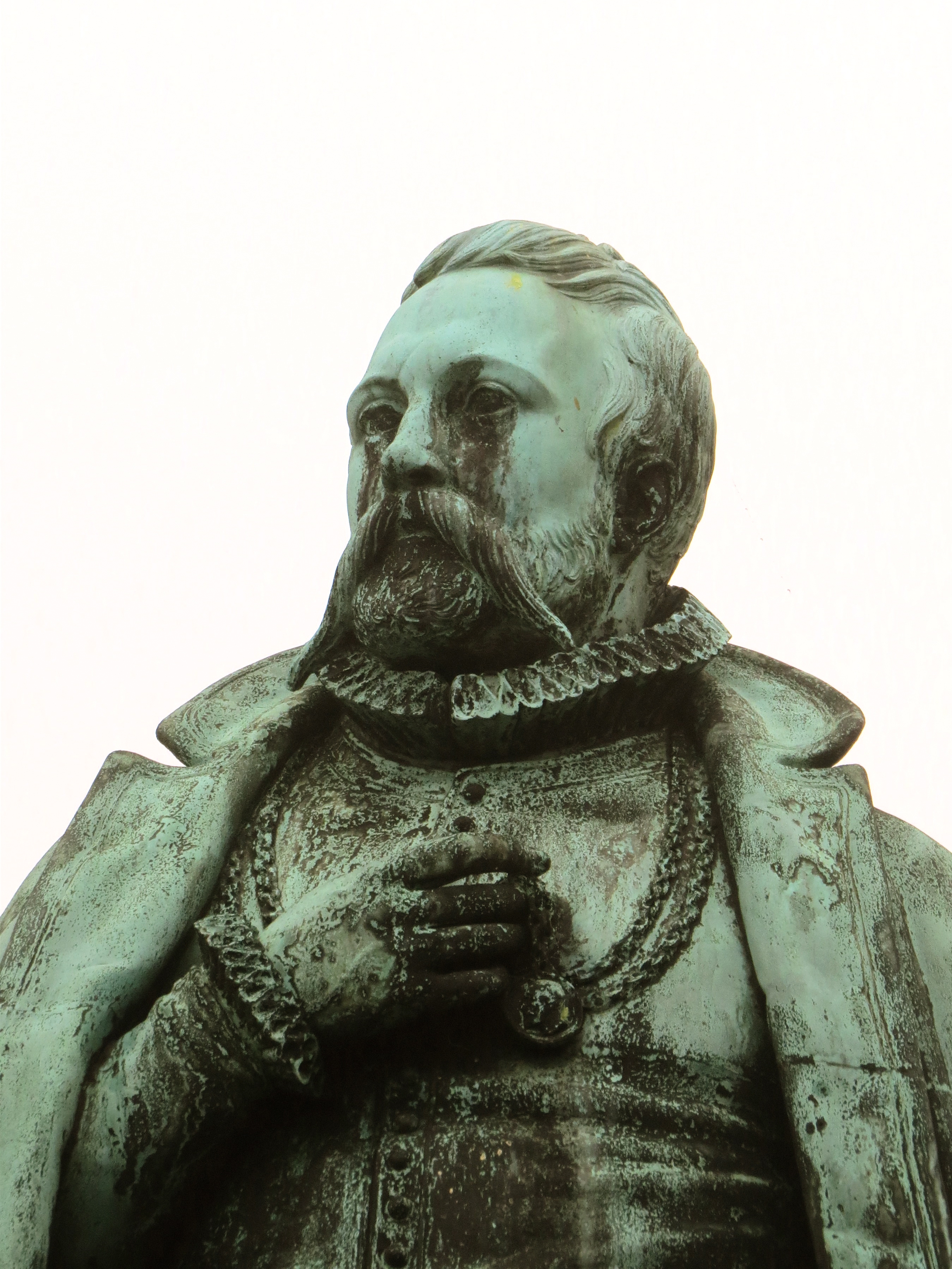
Tycho Brahe szobra Koppenhágában

Tycho de Brahe, teljes nevén: Tyge Ottesen Brahe (de Knudstrup), (Knutstorp-kastély, Skåne tartomány, Dánia, 1546. december 14. – Benátky nad Jizerou, (Prága mellett) Csehország, 1601. október 24.) dán csillagász. Nevének autentikus, közelítő ejtése: tügo/tüge odeszen brá(e).

## Életpályája
Nemes családba született, elég jó módban ahhoz, hogy mindig megtehesse, amit akart. Tycho egyike volt a tizenkét testvérnek, a legfiatalabb húga Sophie volt. 1559 áprilisában beiratkozott a Koppenhágai Egyetemre. Jogásznak tanult, de az 1560. augusztus 21-i részleges napfogyatkozás felkeltette érdeklődését a csillagászat iránt. A 13 éves Tycho Brahe képzeletét nem a fogyatkozás nem túl látványos jelensége ragadta meg, hanem az a tény, hogy az esemény bekövetkeztét már jó előre jelezték. Tycho a Koppenhágában töltött további másfél évet a csillagászat és a matematika tanulmányozásának szentelte. 1562. márciustól a Lipcsei Egyetemen folytatta tanulmányait. Itt is jogot tanult, de minden megtakarított pénzét csillagászati könyvekre és műszerekre költötte, éjszaka pedig csillagászati megfigyeléseket végzett. 1563 augusztusában megfigyelte a Jupiter és a Szaturnusz ritka, szoros együttállását.
Eleinte főleg horoszkópokat készített. Az 1566. október 28-i holdfogyatkozás alapján megjósolta I. Szulejmán halálát. Mivel a jóslat közreadásakor a szultán már hetek óta halott volt (ezt Tycho nem tudta), unokatestvére, Manderup Parsbjerg változatos módokon gúnyolta és piszkálta. A féktelen, indulatos természetű Tycho ezt rosszul tűrte, és a rokonok végül párbajban csaptak össze. Parsberg kardja nemcsak Tycho Brahe homlokát sebezte meg, de jó darabot levágott az orrából is. A vereség szégyenletes emlékének palástolására műorrot csináltatott magának (olyan ügyesen keverve ezüstöt, aranyat és rezet, hogy a fém teljesen bőrszerű benyomást keltett).
A csillagászat alapjait Lipcsében, Wittenbergben és a Rostocki Egyetemen sajátította el. 1569-ben rövid időre Augsburgban telepedett le, itt rendezte be első obszervatóriumát. Munkájához egy óriási méretű, kvadránsnak nevezett műszert használt. Az eszköz sugara mintegy 6 méter volt, elegendően nagy ahhoz, hogy a peremét szögperc pontossággal lehessen kalibrálni. 1570-ben édesapja betegsége miatt visszatért Dániába, és a helsingborgi várból még ugyanazon év decemberében megkezdte észleléseit. Itt figyelte meg 1572. november 11-én a Cassiopeia csillagképben fellángolt szupernóvát. Ez a felfedezése, amit a „De Nova Stella” (De nova et nullius ævi memoria prius visa Stella) címmel publikált (1573), híressé tette. A megfigyelt jelenség alapjaiban rendítette meg a kor örök és változatlan égboltról vallott felfogását. A fokozatosan elhalványuló és 1574 tavaszán végképp eltűnt csillagot még ma is általában „Tycho-féle nova” néven emlegetik.
IV. Vilmos hesseni tartománygróf beajánlotta II. Frigyes dán királynak, aki meghívta őt a Koppenhágai Egyetemre, majd 1575-ben neki ajándékozta a dán partoktól mintegy 10 km-re fekvő Hven szigetét (1658 óta Ven néven Svédországhoz tartozik). Itt építette fel kora legjobban felszerelt csillagvizsgálóit, Uraniborgot és Stjerneborgot (Stiernburg, Stellæburgus). Uraniborg (Uranienborg), minden idők egyik leghíresebb obszervatóriumának alapjait 1576-ban rakták le. Itt produkálták a távcső előtti csillagászat kimagaslóan legpontosabb megfigyeléseit, méréseit, egyebek között egy hat méter átmérőjű kvadránssal. Minden mérőeszközből négy példányt tartottak, és a kiválasztott égi objektum helyzetét négy csillagász párhuzamosan mérte. Ezzel a módszerrel sikerült a mérések hibáját a korábbiak töredékére (körülbelül két ívpercre) csökkenteni. Fiatal éveiben (100 évvel később) itt dolgozott Ole Rømer is, aki elsőként határozta meg a fény terjedési sebességét.
Egy 1577-ben feltűnt üstökös pályáját kiszámítva rájött Sophie Brahevel együtt, hogy az a Holdon kívülről a Föld felé közeledik. Ezzel egy sor tudományos dogmát döntött meg egy csapásra:
- bizonyította, hogy az üstökösök („hajas csillagok”) nem légköri jelenségek;
- bizonyította, hogy a Holdon kívüli szférában is vannak változások (már a nova megfigyelésének is ez volt a jelentősége);
- bizonyította, hogy a Holdon kívüli szférában nincsenek olyan, a mozgást gátló „héjak”, amikre a bolygók rögzítve lennének.

Egy másodperc pontossággal kiszámította a csillagászati év hosszát. Felfedezte a Hold pályájának egyenetlenségeit. Megállapította, hogy a szélességi körök meghatározásának két fő módszere között (a Nap magasságából, illetve a Sarkcsillag állásából) négy ívmásodpercnyi a különbség. Másokkal egyetértésben ezt a különbséget a fénytöréssel magyarázta, de ő volt az első, aki e hiba kiküszöbölésére korrekciós táblázatokat készített.
Világképe a heliocentrikus és a geocentrikus közötti, kompromisszumos, átmeneti jellegű volt. 1588-ban kinyomtatott, De mundi aetherei recentioribus phaenomenis (Az éteri világ új jelenségeiről) című főművében elfogadta Kopernikusznak azt a tézisét, hogy a bolygók a Nap körül keringenek, a Földet azonban nem bolygónak tekintette, hanem a világmindenség mozdulatlan középpontjának – mivel semmilyen más módon nem volt képes megmagyarázni, hogy miért esik minden tárgy a Föld középpontja felé. Emellett úgy vélte, hogy ha a Föld keringene, a pályáról kifelé lőtt golyónak sokkal messzebb kéne repülnie, mint annak, amit pálya középpontja felé lőnek ki.
Ugyanebben az évben, egy többnapos, mértéktelen ivászat eredményeként elhunyt támogatója, II. Frigyes, és az új király, IV. Keresztély fokozatosan csökkentette a költségvetés Uraniborgra fordított részét.
1597-re a sziget pénzügyileg ellehetetlenült: nemcsak a korábbi fényűző életmódra, de már a kutatásra se jutott elég pénz. Tycho Brahe ezért két évi, hamburgi kitérő után elfogadta II. Rudolf német-római császár meghívását. A császár engedélyezte neki, hogy a Prágától északkeletre lévő, a ma Benatky nad Jizerounak nevezett faluban álló Benatky-kastélyban új csillagvizsgálót rendezzen be. Hosszú időbe telt, mire csillagászati műszerei Dániából megérkeztek Benatkyba, a kastélyt pedig át kellett alakítani az észlelések céljaira. Ennek is tudható be, hogy az immár ötvenes éveiben járó Tycho itt már egyáltalán nem végzett figyelemreméltó megfigyeléseket. Itt fogadta asszisztensévé 1600-ban Johannes Keplert, zökkenőmentesnek egyáltalán nem mondható együttműködésük azonban Tycho halála miatt alig pár hónapig tartott.
Tycho 1601. október 13-án megbetegedett. A rákövetkező tíz napban gyakran félrebeszélt és közel volt a halálhoz. Október 24-én azonban kitisztult az elméje. Halálos ágyán kisebbik fia és egy svéd nemes jelenlétében Keplerre ruházta a bolygóadatok óriási kincsestárának kezelését, és megbízta őt a Rudolf-táblázatok befejezésével, bár eközben arra biztatta, hogy az adatokat ne a kopernikuszi, hanem a Tycho-féle világkép helyességének bizonyítására használja fel. Tycho tehát felismerte, hogy minden nézeteltérésük ellenére, mégiscsak Kepler volt egész környezetében a legtehetségesebb matematikus, aki a legnagyobb hasznát veheti adatainak, biztosítva, hogy élete és munkássága valóban ne bizonyuljon utólag hiábavalónak.
Halálának oka máig tisztázatlan. Egyes feljegyzések szerint egy féktelen tivornya eredményeként vizelési probléma lépett fel nála, és húgyhólyaggyulladásban halt meg. Más vélekedések szerint higannyal mérgezték meg (megmaradt bajszából vett minták százszoros higanykoncentrációt mutatnak). 2010 novemberében felnyitották a prágai Óváros téri Týn-templomban található sírját, hogy vizsgálatokkal tisztázhassák a halál okát.
Tudományos hagyatékát a nála lényegesen képzettebb matematikus Kepler dolgozta fel; ezekből alkotta meg a bolygómozgás három alaptörvényét.
Hírhedten goromba, fennhéjázó és rátarti ember volt. Arisztokrataként mélyen lenézte az alacsonyabb származásúakat (így Keplert is).

## Művei
- De nova et nullius ævi memoria prius visa Stella (latin nyelven) (1572)
- De mundi aetheri recentioribus phaenomenis. 1588
- Astronomiæ Instauratæ Progymnasmata. 1588
- Astronomiae Instauratae Mechanica. Wandsbek 1598 (Reprint: KLP, Prag 1996, ISBN 80-85917-23-8)
- Opera omnia, sive astronomiae instauratae. Frankfurt 1648 (Reprint: Olms, Hildesheim 2001, ISBN 3-487-11388-0)